# Gymnobela engonia
Gymnobela engonia é uma espécie de gastrópode do gênero Gymnobela, pertencente a família Raphitomidae.